# Refugio Alfonso XIII
El refugio Alfonso XIII o refugio de Piedrafita está situado en el valle de Tena, en el circo de Piedrafita, junto al ibón de Respomuso, a 2.140 m de altitud. 
Administrativamente está situado dentro del término municipal de Sallent de Gállego, en la comarca del Alto Gállego, en la provincia de Huesca en la Comunidad Autónoma de Aragón.
Se construyó por la Sociedad Peñalara de Madrid en 1929 como refugio de montaña no guardado, no disponiendo de ningún equipamiento, solo agua a las cercanías. Se llega al refugio desde la población de Sallent de Gállego.
La inauguración del refugio de Respomuso en octubre de 1993 supuso el cierre del refugio Alfonso XIII y su conversión como cabaña de pastores, pero en 2015 reabrió de nuevo por el cierre preventivo durante el invierno del refugio de Respumoso por el peligro de aludes.

## Actividades
Es punto de paso del GR 11, sendero Ibons de Arriel y Circo de Piedrafita, travesías al refugio de Wallon y al Balneario de Panticosa (GR-11), ascensiones al Balaitús, Frondelles, Tebarrai, Gran Facha, Infiernos (Central, Occidental, Oriental), Cristales, Cambales, Llena Cantal, así como itinerarios de esquí de Montaña, escaladas en alta montaña y en hielo.